# Basketligaen
Basketligaen – duńska profesjonalna liga koszykówki, najwyższa klasa rozgrywkowa w Danii, utworzona w 1995 roku. Rywalizacja o mistrzostwo Danii ma miejsce nieprzerwanie od 1957 roku. W 1995 roku została przeorganizowana w komercyjną ligę profesjonalną.

## Zespoły
w sezonie 2015-16
- Bakken Bears
- Horsens IC
- Hørsholm 79'ers
- Randers Cimbria
- SISU
- Svendborg Rabbits
- Team FOG Næstved
- Stevnsgade Basketball

## Mistrzowie Danii
- 1957-1958 Aarhus
- 1958-1959 Efterslaegtens
- 1959-1960 Efterslaegtens
- 1960-1961 SISU Kopenhaga
- 1961-1962 SISU Kopenhaga
- 1962-1963 Efterslaegtens
- 1963-1964 Efterslaegtens
- 1964-1965 Efterslaegtens
- 1965-1966 SISU Kopenhaga
- 1966-1967 SISU Kopenhaga
- 1967-1968 Efterslaegtens
- 1968-1969 Efterslaegtens
- 1969-1970 Virum
- 1970-1971 Virum
- 1971-1972 SISU Kopenhaga
- 1972-1973 SISU Kopenhaga
- 1973-1974 Falcon
- 1974-1975 Falcon
- 1975-1976 SISU Kopenhaga
- 1976-1977 Falcon
- 1977-1978 Falcon
- 1978-1979 Stevnsgade
- 1979-1980 Stevnsgade
- 1980-1981 SISU Kopenhaga
- 1981-1982 BMS
- 1982-1983 SISU Kopenhaga
- 1983-1984 SISU Kopenhaga
- 1984-1985 SISU Kopenhaga
- 1985-1986 BMS
- 1986-1987 BMS
- 1987-1988 BMS
- 1988-1989 BMS
- 1989-1990 BMS
- 1990-1991 Horsholm
- 1991-1992 Horsens IC
- 1992-1993 Horsholm
- 1993-1994 Horsens IC
- 1994-1995 Stevnsgade
- 1995-1996 Vaerlose
- 1996-1997 Skovbakken
- 1997-1998 Horsens IC
- 1998-1999 Skovbakken
- 1999-2000 Skovbakken
- 2000-2001 Skovbakken
- 2001-2002 Vaerlose
- 2002-2003 BF Kopenhaga
- 2003-2004 Aarhus
- 2004-2005 Skovbakken
- 2005-2006 Horsens IC
- 2006-2007 Bakken Bears
- 2007-2008 Bakken Bears
- 2008-2009 Bakken Bears
- 2009-2010 Svendborg Rabbits
- 2010-2011 Bakken Bears
- 2011-2012 Bakken Bears
- 2012-2013 Bakken Bears
- 2013-2014 Bakken Bears
- 2014-2015 Horsens IC

## Medaliści mistrzostw Danii
(od 1995)
| Sezon   | Złoto             | Srebro            | Brąz                        | MVP Finałów          |
| ------- | ----------------- | ----------------- | --------------------------- | -------------------- |
| 2014-15 | Horsens IC        | Bakken Bears      | Team FOG Næstved            | Brian Fitzpatrick    |
| 2013-14 | Bakken Bears      | Randers Cimbria   | Horsens IC                  | Kenny Barker         |
| 2012-13 | Bakken Bears      | Svendborg Rabbits | Horsens IC                  | Chris Christoffersen |
| 2011-12 | Bakken Bears      | Svendborg Rabbits | Team Fog Næstved            |                      |
| 2010-11 | Bakken Bears      | Svendborg Rabbits | Horsens IC                  |                      |
| 2009-10 | Svendborg Rabbits | Bakken Bears      | Hørsholm 79'ers             |                      |
| 2008-09 | Bakken Bears      | Svendborg Rabbits | Randers Cimbria             |                      |
| 2007-08 | Bakken Bears      | Svendborg Rabbits | BK Amager                   |                      |
| 2006-07 | Bakken Bears      | Svendborg Rabbits | Horsens IC                  |                      |
| 2005-06 | Horsens IC        | Bakken Bears      | BK Amager                   |                      |
| 2004-05 | Bakken Bears      | SISU              | Svendborg                   |                      |
| 2003-04 | Bakken Bears      | Horsens IC        | Team Sjælland               |                      |
| 2002-03 | BF Copenhagen     | Bakken Bears      | SISU                        |                      |
| 2001-02 | Værløse/Farum     | Aabyhøj IF        | Bakken Bears                |                      |
| 2000-01 | Bakken Bears      | Værløse/Farum     | BK Skjold/Stevnsgade Basket |                      |
| 1999-00 | Bakken Bears      | Horsens IC        | SISU                        |                      |
| 1998-99 | Bakken Bears      | SISU              | Horsens IC                  |                      |
| 1997-98 | Horsens IC        | Skovbakken        | SISU                        |                      |
| 1996-97 | Skovbakken        | Hørsholm          | Stevnsgade Basket           |                      |
| 1995-96 | Værløse           | Stevnsgade Basket | Horsens IC                  |                      |

## Tytuły według klubu
| Klub              | Tytuły | Miasto                   | Mistrzowskie lata                                                                  |
| ----------------- | ------ | ------------------------ | ---------------------------------------------------------------------------------- |
| Bakken Bears      | 14     | Aarhus                   | 1958, 1997, 1999, 2000, 2001, 2004, 2005, 2007, 2008, 2009, 2011, 2012, 2013, 2014 |
| SISU Kopenhaga    | 10     | Gentofte                 | 1961, 1962, 1966, 1967, 1972, 1976, 1981, 1983, 1984, 1985                         |
| Efterslaegtens    | 7      | Gladsaxe                 | 1959, 1960, 1963, 1964, 1965, 1968, 1969                                           |
| BMS               | 6      | Ballerup-Måløv-Skovlunde | 1982, 1986, 1987, 1988, 1989, 1990                                                 |
| Horsens IC        | 5      | Horsens                  | 1992, 1994, 1998, 2006, 2015                                                       |
| Falcon            | 4      | Frederiksberg            | 1974, 1975, 1977, 1978                                                             |
| Stevnsgade        | 3      | Kopenhaga                | 1979, 1980, 1995                                                                   |
| Vaerlose          | 2      | Værløse                  | 1996, 2002                                                                         |
| Horsholm          | 2      | Hørsholm                 | 1991, 1993                                                                         |
| Virum             | 2      | Virum                    | 1970, 1971                                                                         |
| Svendborg Rabbits | 1      | Svendborg                | 2010                                                                               |
| BF Kopenhaga      | 1      | Kopenhaga                | 2003                                                                               |